# Hyencourt-le-Grand
Hyencourt-le-Grand (picardisch: Hyancourt-Grand) ist eine Commune déléguée in der nordfranzösischen Gemeinde Hypercourt  mit 74 Einwohnern (Stand 1. Januar 2022) im Département Somme in der Region Hauts-de-France.

## Geographie
Der Ort liegt im Santerre rund 3,5 km östlich von Chaulnes. Durch das Gebiet verläuft im Westen die Autoroute A 1, im Norden die Départementsstraße D45 und im Osten die stillgelegte Bahnstrecke von Saint-Just-en-Chaussée nach Douai.

## Geschichte
Im Mittelalter wurde ein Schloss errichtet, dessen einziger erhaltener Rest die nach den Weltkriegen errichtete Chapelle Saint-Léger (außerhalb des Weichbilds) ist und an das noch die Flurbezeichnung Sole du Château erinnert. In der Gemeinde lag ein unterirdisches Hospital des Ersten Weltkriegs.
Hyencourt-le-Grand erhielt als Auszeichnung das Croix de guerre 1914–1918.
Mit Wirkung vom 1. Januar 2017 wurden die früheren Gemeinden Hyencourt-le-Grand, Omiécourt und Pertain fusioniert und bilden seitdem die Commune nouvelle Hypercourt. Die Gemeinde Hyencourt-le-Grand gehörte zum Arrondissement Péronne sowie zum Kanton Chaulnes.

## Einwohner
| 1962 | 1968 | 1975 | 1982 | 1990 | 1999 | 2006 | 2010 |
| ---- | ---- | ---- | ---- | ---- | ---- | ---- | ---- |
| 99   | 93   | 94   | 93   | 78   | 81   | 87   | 86   |

## Sehenswürdigkeiten
- Das Kriegerdenkmal